# Équipe cycliste Trident
L'équipe cycliste Trident est une  équipe cycliste belge ayant existé de 1993 à 1995. L'équipe est dirigée durant ses trois années par Willy Van der Eecken. En 1995, l'équipe change de nom et devient l'Asfra Racing Team-Orlans-Blaze. La structure s'arrête à la fin de la saison et une partie du staff et des coureurs rejoignent l'équipe Ipso-Asfra.

## Principaux coureurs
- Jerry Cooman
- Andreas Kappes
- Dainis Ozols
- Arvis Piziks
- Geert Van Bondt
- Peter Van Petegem
- Patrick Van Roosbroeck

## Principales victoires
- Circuit franco-belge : Dainis Ozols (1994)
- Grand Prix de l'Escaut : Peter Van Petegem (1994)
- Tour de Vendée : Patrick Van Roosbroeck (1994)
- Tour de Berne : Andreas Kappes (1994)
- Internatie Reningelst : Arvis Piziks (1994)
- Coupe Sels : Daniel Verelst (1994)

## Classements UCI
En 1995, les équipes sont classées en un groupe unique. Les classements détaillés ci-dessous sont ceux de l'équipe et de son meilleur coureur en fin de saison.
| Saison | Classement par équipes | Meilleur coureur au classement individuel |
| ------ | ---------------------- | ----------------------------------------- |
| 1995   | 47e                    | Raymond Meijs (389e)                      |